# Лунёв, Афанасий Афанасьевич
Афана́сий Афана́сьевич Лунёв (1920 год, станица Ладожская — январь 2002 год, Семикаракорск) — бригадир виноградарского совхоза имени Молотова Министерства пищевой промышленности СССР, Анапского района Краснодарского края, Герой Социалистического Труда.

## Биография
Лунёв Афанасий Афанасьевич родился в 1920 году в станице Ладожская ныне Усть-Лабинского района Краснодарского края.
- С 1940 года — рабочий;
- с 1946 года — бригадир виноградарского совхоза имени Молотова Анапского района Краснодарского края.
- В 1949 году получил урожай винограда 91,2 центнера с гектара на площади 10 гектаров.

### Награждение
Указом Президиума Верховного Совета СССР от 26 сентября 1950 года за получение высоких урожаев винограда при выполнении виноградарскими совхозами плана сдачи государству сельскохозяйственных продуктов в 1949 году и обеспеченности семенами всех культур в полной потребности для весеннего сева 1950 года Лунёву Афанасию Афанасьевичу присвоено звание Героя Социалистического Труда с вручением ордена Ленина и золотой медали «Серп и Молот».

### Дальнейшая деятельность
С 1959 года работал в виноградарском совхозе «Кочетовский» Семикаракорского района Ростовской области управляющим отделением и бригадиром-виноградарем.
Жил в городе Семикаракорск Ростовской области. Умер в 2002 году.

## Награды
Награждён:
- Золотая медаль «Серп и Молот» (26.09.1950; № 5597)
- орден Ленина (26.09.1950; № 123406),
- орден Ленина (27.08.1951),
- медаль «За трудовую доблесть» (23.08.1952),
- другие медали.